# Aparan

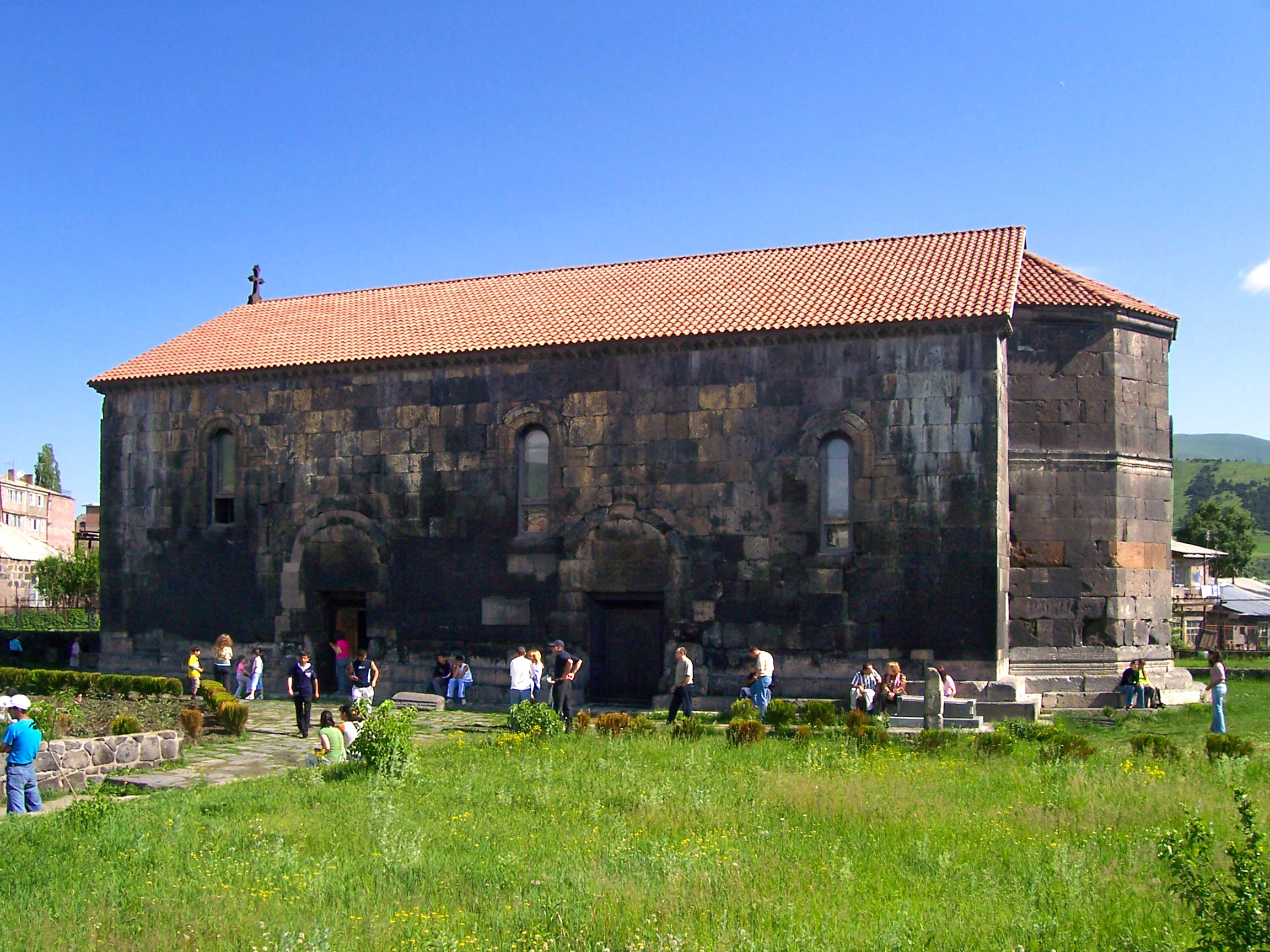
Bazylika z IV/V wieku

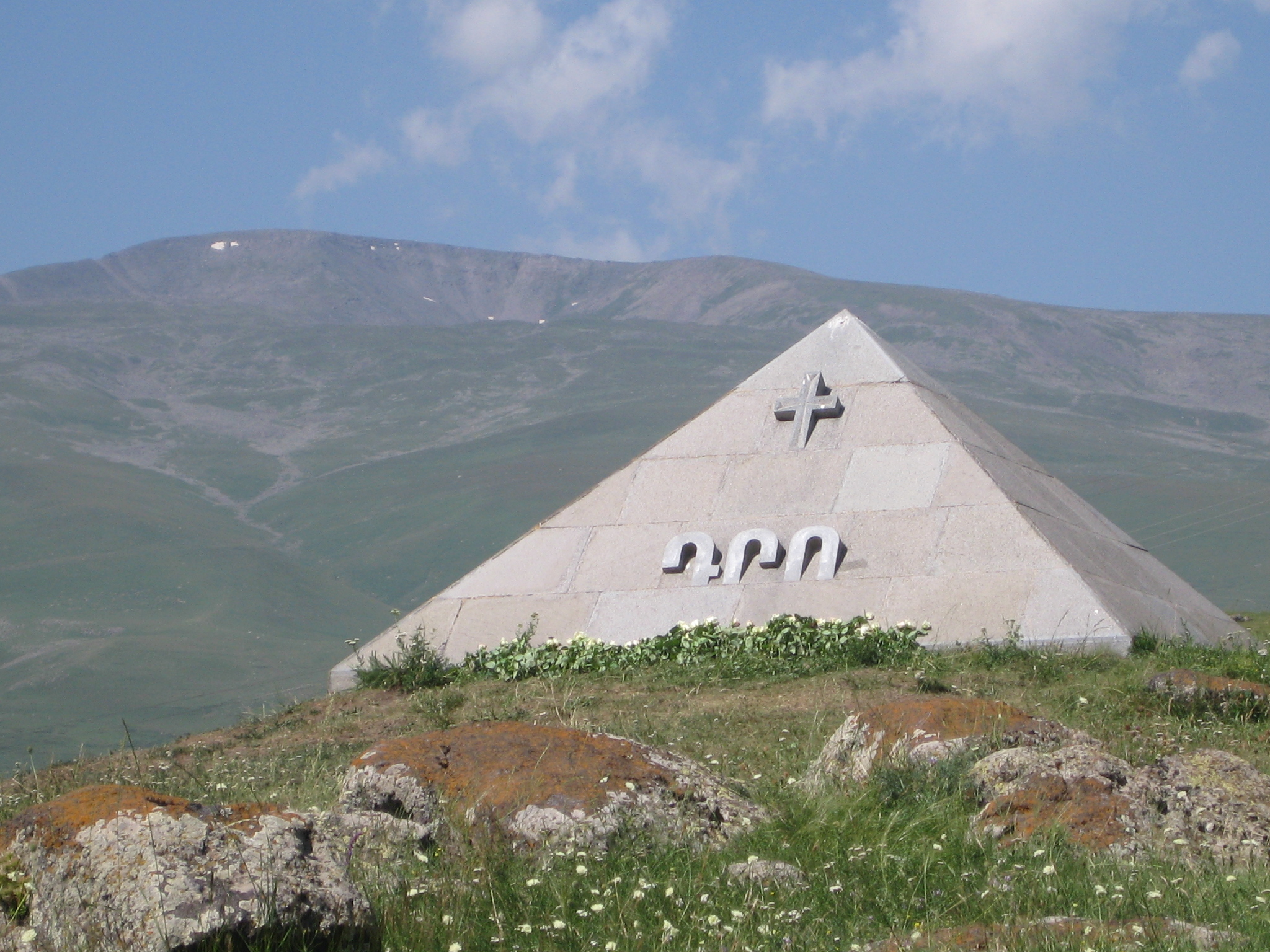
Mauzoleum generała Dro

Aparan (orm. Ապարան), także Abaran; do roku 1935 Bash Aparan; wcześniej Aparanbol, Aparan Verin, Aparanpol, Abaran Verin, P’araznavert, K’asakh, Kasagh i K’asagh) – miasto w prowincji Aragatsotn w centralnej części Armenii.
Miasto położone jest przy szosie M3 łączącej Erywań z miastem Wanadzor i dalej z Tbilisi, w odległości ok. 59 km od stolicy Armenii. Miasto leży nad rzeką Kasach u podnóża góry Aragac.
Miasto liczy około 5900 mieszkańców narodowości ormiańskiej i kurdyjskiej.
Geograf Klaudiusz Ptolemeusz opisywał miasto w II wieku naszej ery pod nazwą „Kasal”. 
W IV/V wieku w mieście wzniesiono zachowaną do naszych czasów bazylikę, odnowioną w roku 2001.
Obecna nazwa miasta powstała w X wieku i pochodzi od ormiańskiego słowa Aparank (orm. Ապարանք) — pałac.
W okresie Ludobójstwa Ormian 1915 miasto przyjęło wielu uchodźców z terenów zajętych przez wojska tureckie.
Miasto było w dniu 21 maja 1918 miejscem zwycięskiej bitwy wojsk Demokratycznej Republiki Armenii z wojskami tureckimi, zmierzającymi w kierunku Erywania. Bitwę upamiętnia pomnik na obrzeżu miasta oraz mauzoleum generała Dro.

## Muzeum alfabetu ormiańskiego
W pobliżu miasta na skalistym zboczu góry powstało jedyne w swoim rodzaju muzeum „Aibuben Park” (Park alfabetu – orm. ԱՅԲՈԻԲՆՆԻ  ԱՅԳԻ) poświęcone stworzonemu przez mnicha Mesropa Masztoca alfabetowi ormiańskiemu. Wokół pomnika Masztoca ustawiono 36 znaków alfabetu w postaci dwumetrowej wysokości liter wyciętych z płyt kamiennych. Muzeum świadczy o tym, że Ormianie traktują swój alfabet jako ważny element tożsamości narodowej.

## Galeria muzeum alfabetu

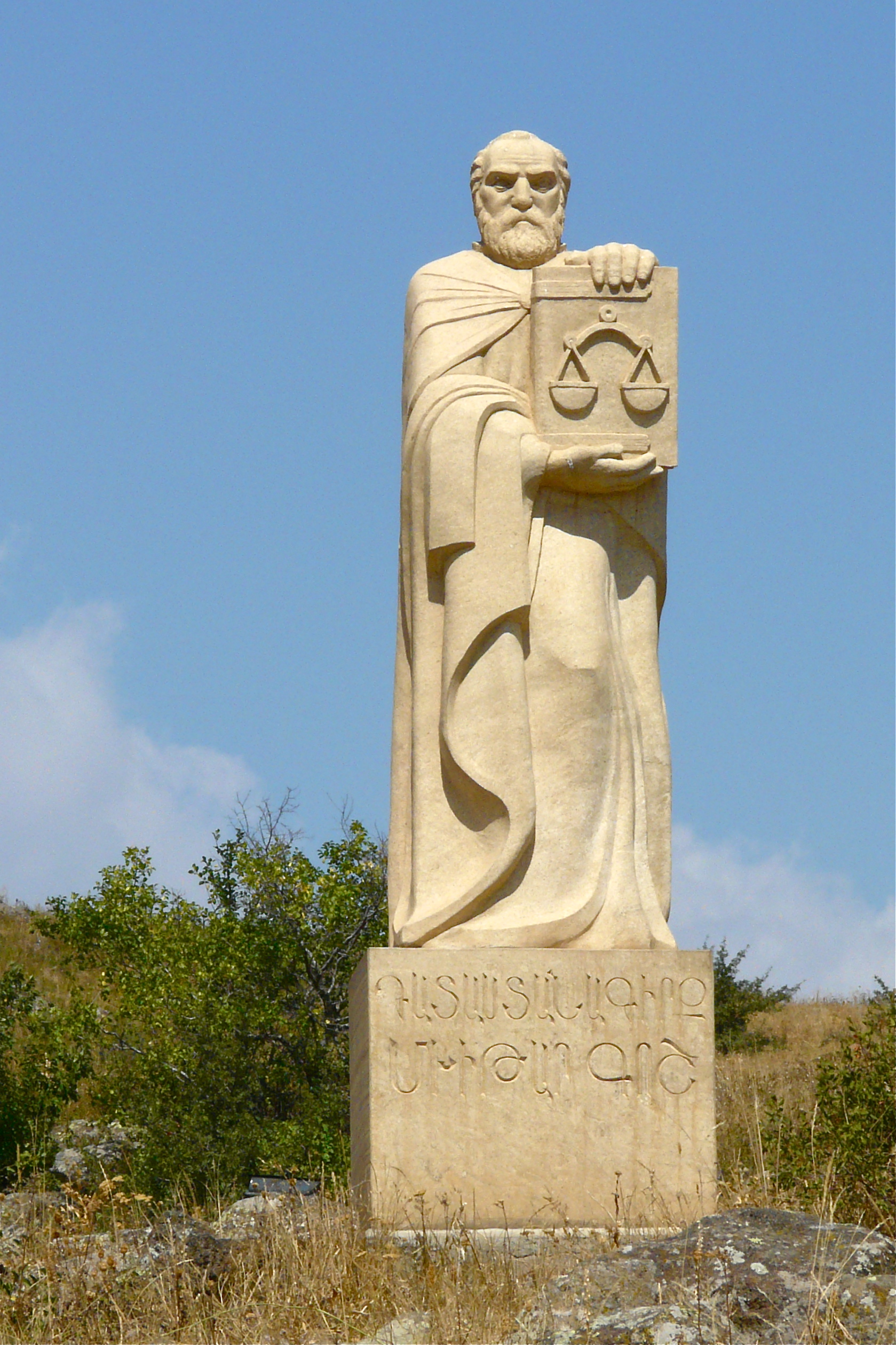
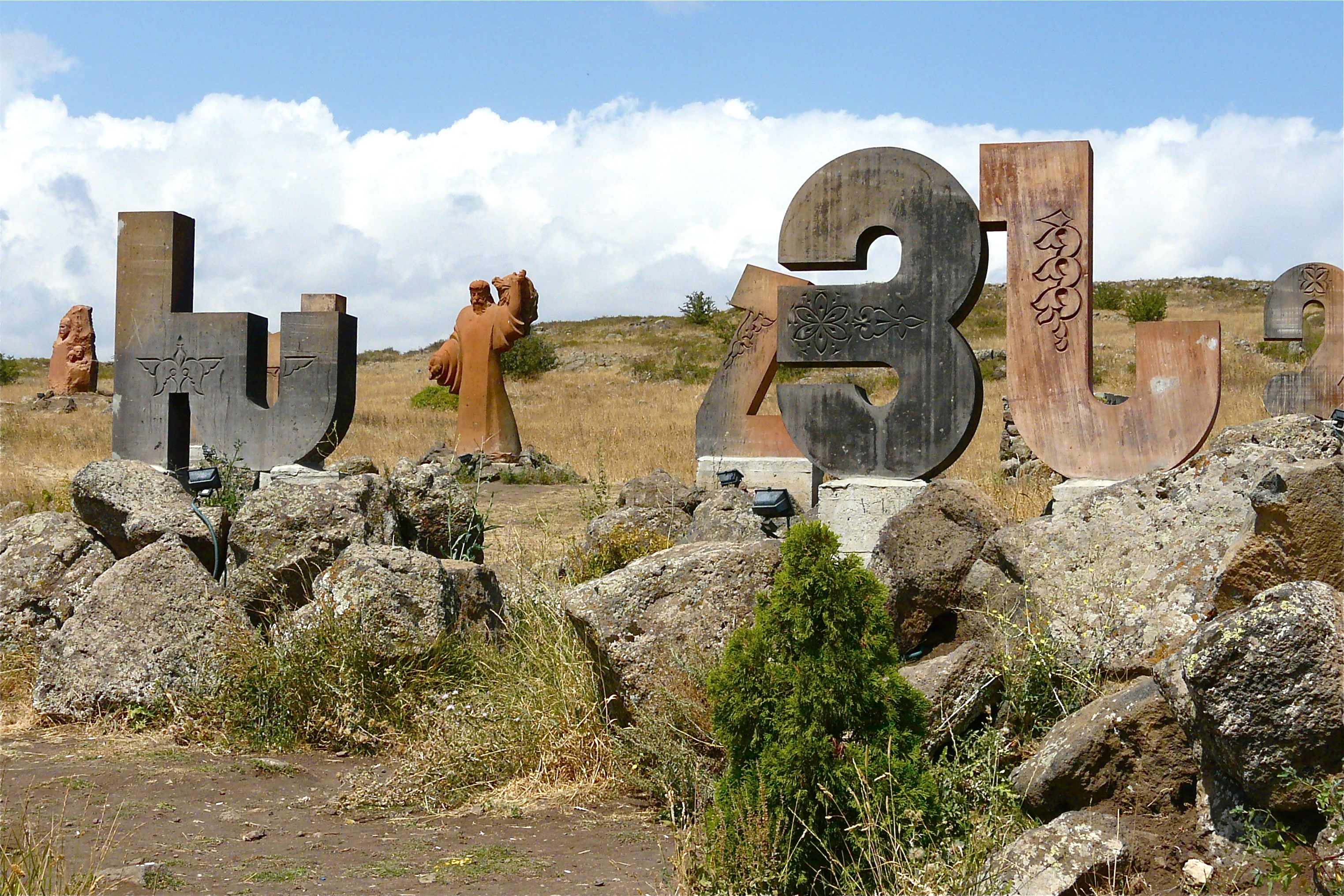
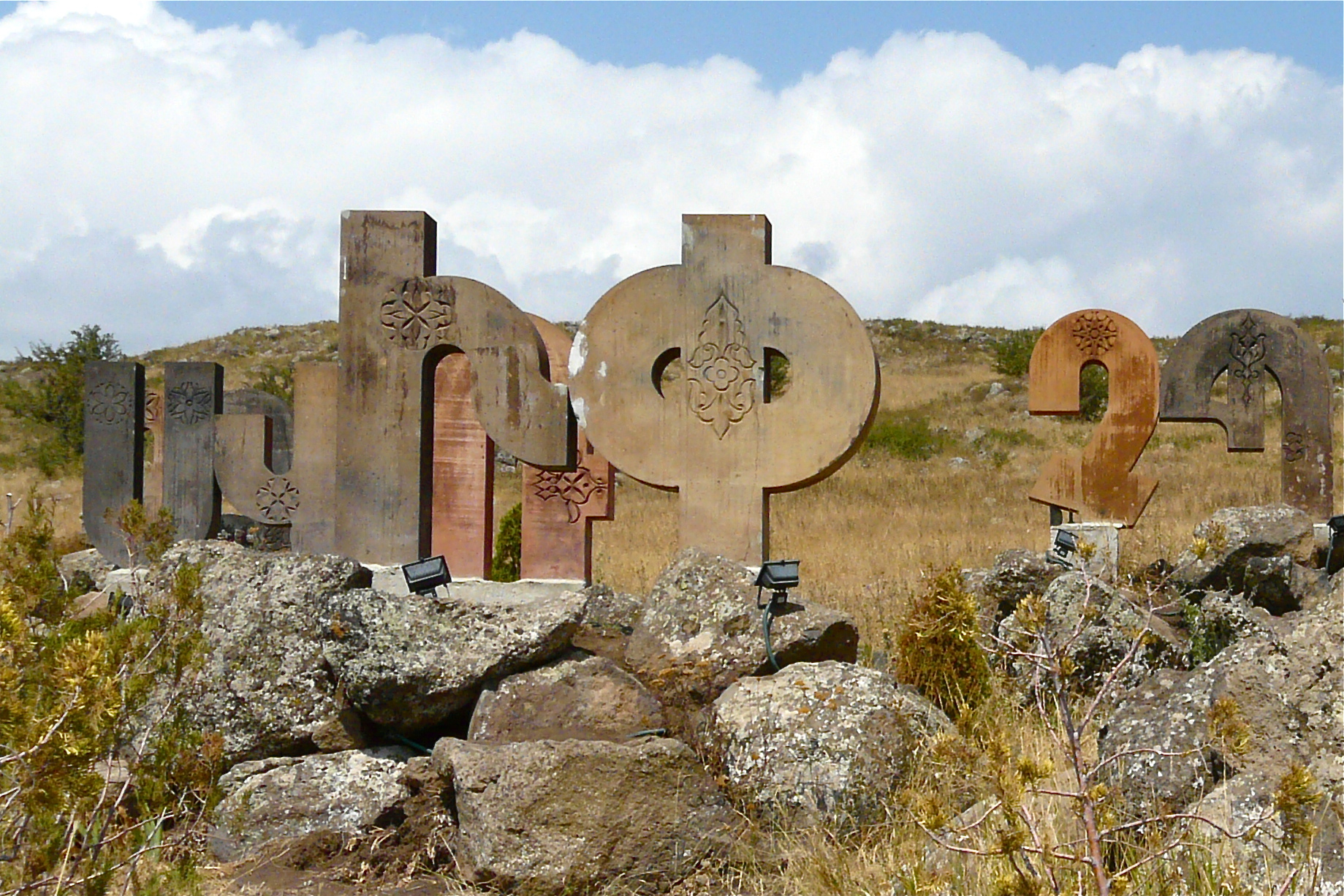
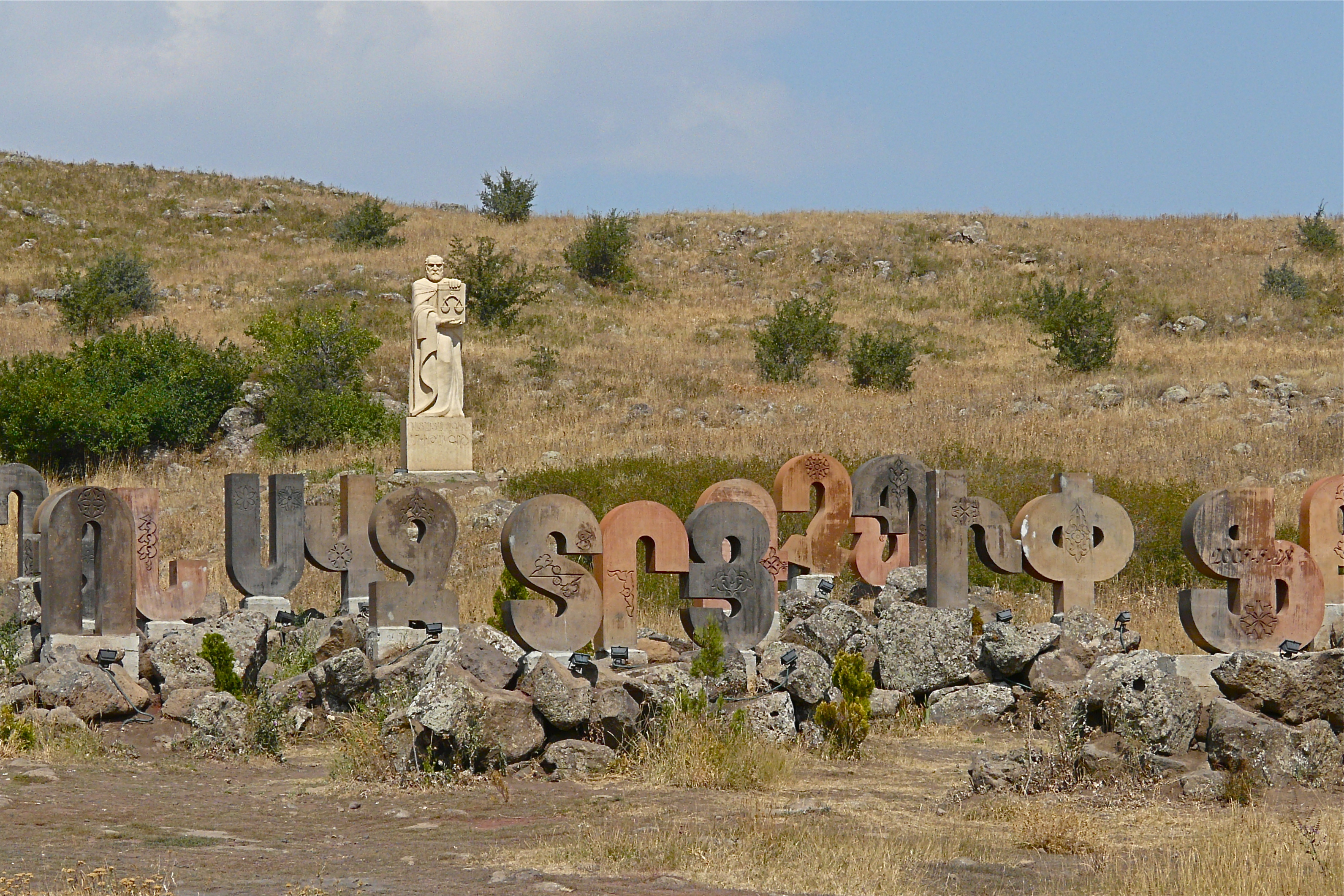